# Hæstrup Kirke
Hæstrup Kirke er sognekirke i Hæstrup Sogn i Hjørring Søndre Provsti (Aalborg Stift). Sognet ligger i Hjørring Kommune; indtil Kommunalreformen i 1970 lå det i Børglum Herred (Hjørring Amt).
Kirken er bygget af kvadersten, men er blevet pudset og fremstår i dag som en hvidkalket landsbykirke. Kirken er formodentlig bygget i midten af det tolvte århundrede. Den er stadig kullet, dvs. uden tårn.
Kirken er bygget i romansk stil, men er blevet en anelse forlænget mod vest i sengotisk stil, ligesom man engang i 1800-tallet har ladet opføre et våbenhus af teglsten på kirkens nordside. Det er opført netop der, hvor kvinderne gik ind i sin tid, så alle går ind ad kvindesiden i dag. Mændenes dør i syd er tilmuret.
Kirkerummet består af et langskib med koret mod øst. Da det er en romansk kirke, er loftet fladt og består af brædder.
Før koret er der bygget en korbue. Den markerer, at alteret står i det allerhelligste.

## Billedgalleri
- Sydsiden af Hæstrup Kirke. Den tilmurede dør i herresiden ses tydeligt.
- Kirkeskibet set fra vest mod øst.
- Hæstrup Kirkes prædikestol.
- Døbefonten

## Eksterne kilder og henvisninger
- Wikimedia Commons har flere filer relateret til Hæstrup Kirke
- Hæstrup Kirke Arkiveret 4. marts 2016 hos  Wayback Machine hos nordenskirker.dk
- Hæstrup Kirke hos KortTilKirken.dk